# Daytime Emmy Awards 1999
La cerimonia della 26ª edizione dei Daytime Emmy Awards (26th Daytime Emmy Awards) si è tenuta al Madison Square Garden Theatre di New York il 21 maggio 1999 e ha premiato i migliori programmi e personaggi televisivi del 1998.
La cerimonia è stata presentata da Oprah Winfrey.
I relativi Creative Arts Emmy Awards sono stati consegnati il 15 maggio.

## Daytime Emmy Awards

### Migliore serie drammatica
- General Hospital
- Febbre d'amore (The Young and the Restless)
- Il tempo della nostra vita (Days of Our Lives)
- La valle dei pini (All My Children)

### Migliore attore in una serie drammatica
- Anthony Geary (Luke Spencer) – General Hospital
- Peter Bergman (Jack Abbott) – Febbre d'amore
- Eric Braeden (Victor Newman) – Febbre d'amore
- David Canary (Adam Chandler / Stuart Chandler) – La valle dei pini
- Robert S. Woods (Bo Buchanan) – Una vita da vivere (One Life to Live)

### Migliore attrice in una serie drammatica
- Susan Lucci (Erica Kane) – La valle dei pini
- Jeanne Cooper (Katherine Chancellor) – Febbre d'amore
- Elizabeth Hubbard (Lucinda Walsh) – Così gira il mondo (As the World Turns)
- Melody Thomas Scott (Nikki Newman) – Febbre d'amore
- Kim Zimmer (Reva Shayne) – Sentieri (Guiding Light)

### Migliore attore non protagonista in una serie drammatica
- Stuart Damon (Alan Quartermaine) – General Hospital
- Michael E. Knight (Tad Martin) – La valle dei pini
- Christian LeBlanc (Michael Baldwin) – Febbre d'amore
- Kristoff St. John (Neil Winters) – Febbre d'amore
- Jerry ver Dorn (Ross Marler) – Sentieri

### Migliore attrice non protagonista in una serie drammatica
- Sharon Case (Sharon Newman) – Febbre d'amore
- Jennifer Bassey (Marian Colby) – La valle dei pini
- Beth Ehlers (Harley Cooper) – Sentieri
- Kathleen Noone (Bette Katzenkazrahi) – Sunset Beach
- Kelly Ripa (Hayley Vaughan) – La valle dei pini

### Migliore attore giovane in una serie drammatica
- Jonathan Jackson (Lucky Spencer) – General Hospital
- Jensen Ackles (Eric Brady) – Il tempo della nostra vita
- Jason Winston George (Michael Bourne) – Sunset Beach
- Bryant Jones (Nate Hastings) – Febbre d'amore
- Joshua Morrow (Nicholas Newman) – Febbre d'amore
- Jacob Young (Rick Forrester) – Beautiful (The Bold and the Beautiful)

### Migliore attrice giovane in una serie drammatica
- Heather Tom (Victoria Newman) – Febbre d'amore
- Sarah Brown (Carly Benson) – General Hospital
- Camryn Grimes (Cassie Newman) – Febbre d'amore
- Rebecca Herbst (Elizabeth Webber) – General Hospital
- Ashley Jones (Megan Dennison) – Febbre d'amore
- Sherri Saum (Vanessa Hart) – Sunset Beach

### Migliore team di sceneggiatori di una serie drammatica
- General Hospital
- Febbre d'amore
- Sentieri
- Il tempo della nostra vita
- La valle dei pini

### Migliore team di registi di una serie drammatica
- Febbre d'amore
- General Hospital
- Sunset Beach
- Il tempo della nostra vita
- La valle dei pini